# Martinet becblau
El martinet becblau (Pilherodius pileatus) és el nom científic d'un ocell de la família dels ardèids (Ardeidae), única espècie del gènere Pilherodius. Habita rius i estanys a prop de zones amb arbres o terres de conreu de la zona neotropical, des de Panamà cap al sud, a través de Colòmbia, Veneçuela, Guaiana i Brasil, fins a l'est de l'Equador, el Perú i Bolívia i el nord del Paraguai.